# ジョアン・ジョルダン
ジョアン・ジョルダン・モレノ（Joan Jordán Moreno、1994年7月6日 - ）は、スペイン・カタルーニャ州ジローナ県レジェンコス出身のプロサッカー選手。デポルティーボ・アラベス所属。ポジションは、ミッドフィールダー。

## 経歴
RCDエスパニョールの下部組織出身。2012–13シーズンにBチームに昇格すると、すぐにレギュラーを獲得した。2014年8月、プロ契約を締結。9日後に行われたラ・リーガのセビージャFC戦で途中出場しトップチームデビュー。2016年1月のSDエイバル戦でプロ初ゴール。7月、2部のレアル・バジャドリードにレンタル移籍することが発表された。
2017年7月、SDエイバルに移籍。
2019年6月27日、セビージャFCに移籍した。
2024年8月30日、デポルティーボ・アラベスにレンタル移籍した。

## タイトル

### クラブ
セビージャ
- UEFAヨーロッパリーグ : 1回（2019–20, 2022-23）